# Église Saint-Nicolas de Novi Pazar
Pour les articles homonymes, voir Église Saint-Nicolas.
L'église Saint-Nicolas de Novi Pazar (en serbe cyrillique : Црква Св. Николе у  Новом  Пазару ; en serbe latin : Crkva Sv. Nikole u  Novom  Pazaru) est une église orthodoxe serbe située à Novi Pazar, dans le district de Raška, en Serbie. Elle est inscrite sur la liste des monuments culturels protégés de la république de Serbie (identifiant no SK 666),.

## Présentation
Située dans le quartier de Varoš mahala qui, à l'époque, était exclusivement habité par des Serbes orthodoxes, l'église a été construite dans la seconde moitié du XIXe siècle, et plus précisément entre 1868 et 1871 ; le même jour, les autorités ottomanes ont posé la première pierre de l'édifice ainsi que celle de l'église primaire serbe située à proximité immédiate. Les constructeurs de l'église étaient des Macédoniens de la région de Debar qui l'ont conçue dans l'esprit de l'orientalisme romantique.
De plan basilical, l'église est surmontée d'un dôme ; à l'ouest, la nef nef est prolongée par une triple abside.
Elle abrite une imposante iconostase remontant à la même époque, réalisée par la famille Đinoski de la région de Debar.

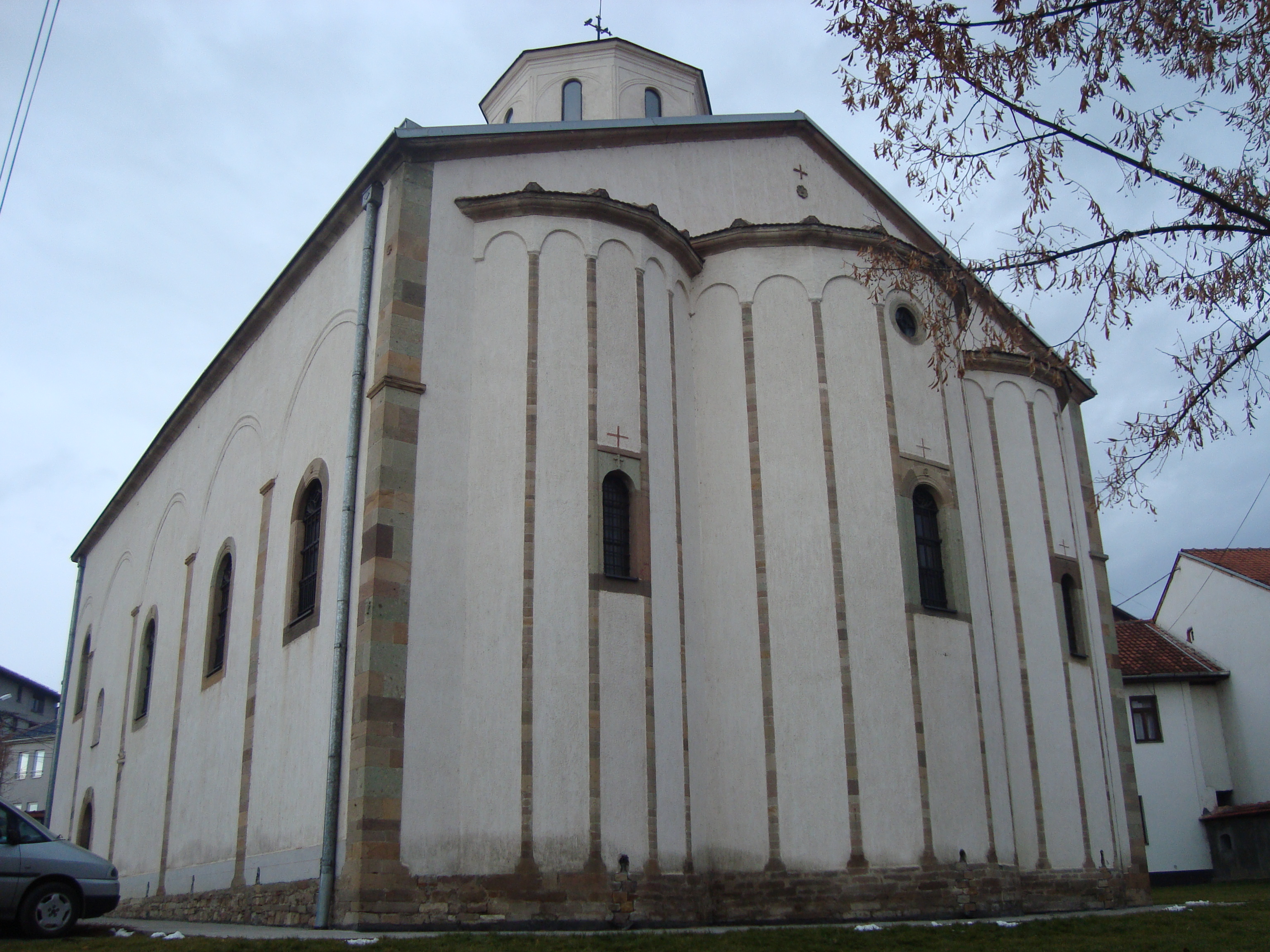
Le chevet de l'église.
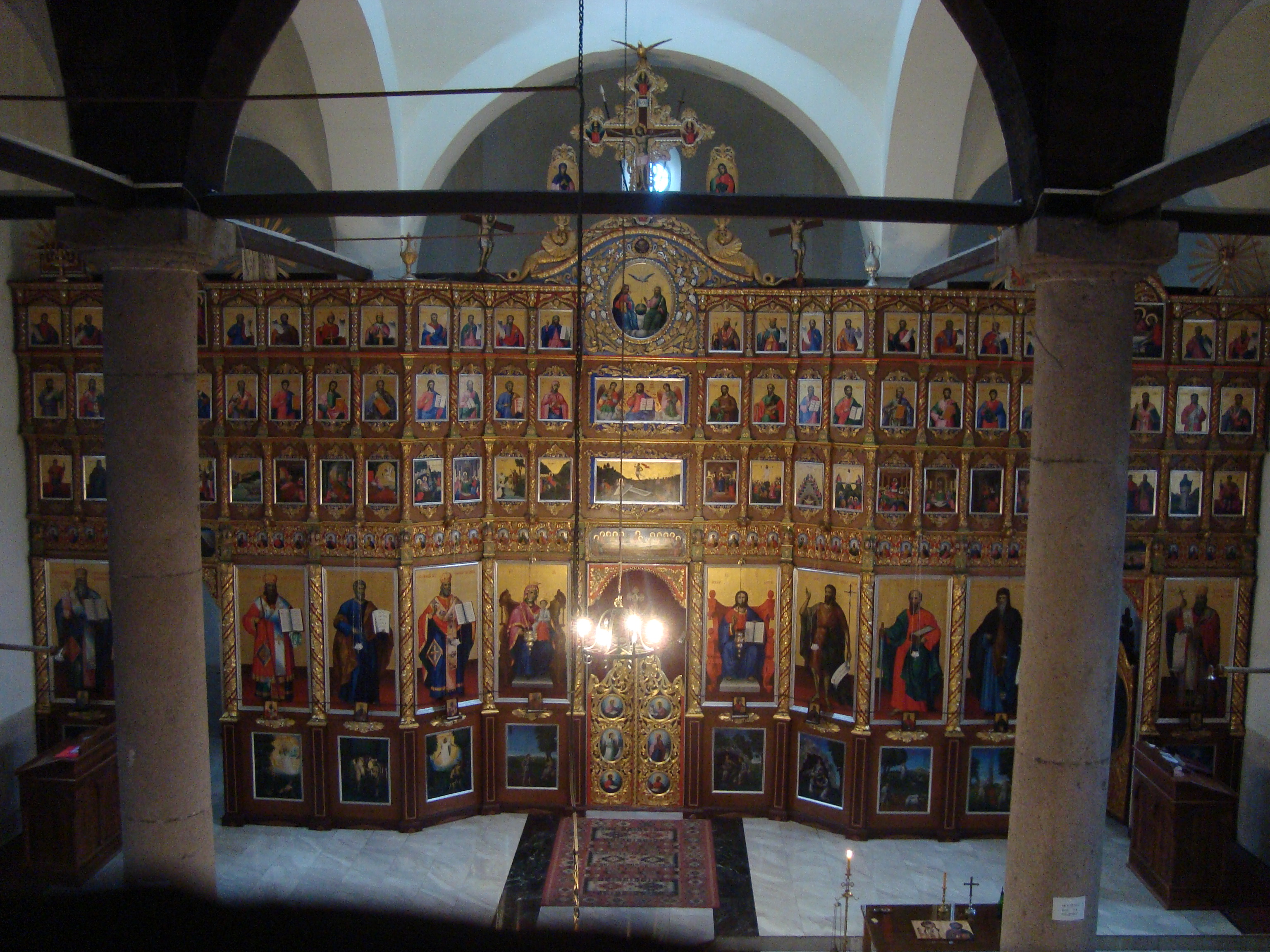
L'iconostase.
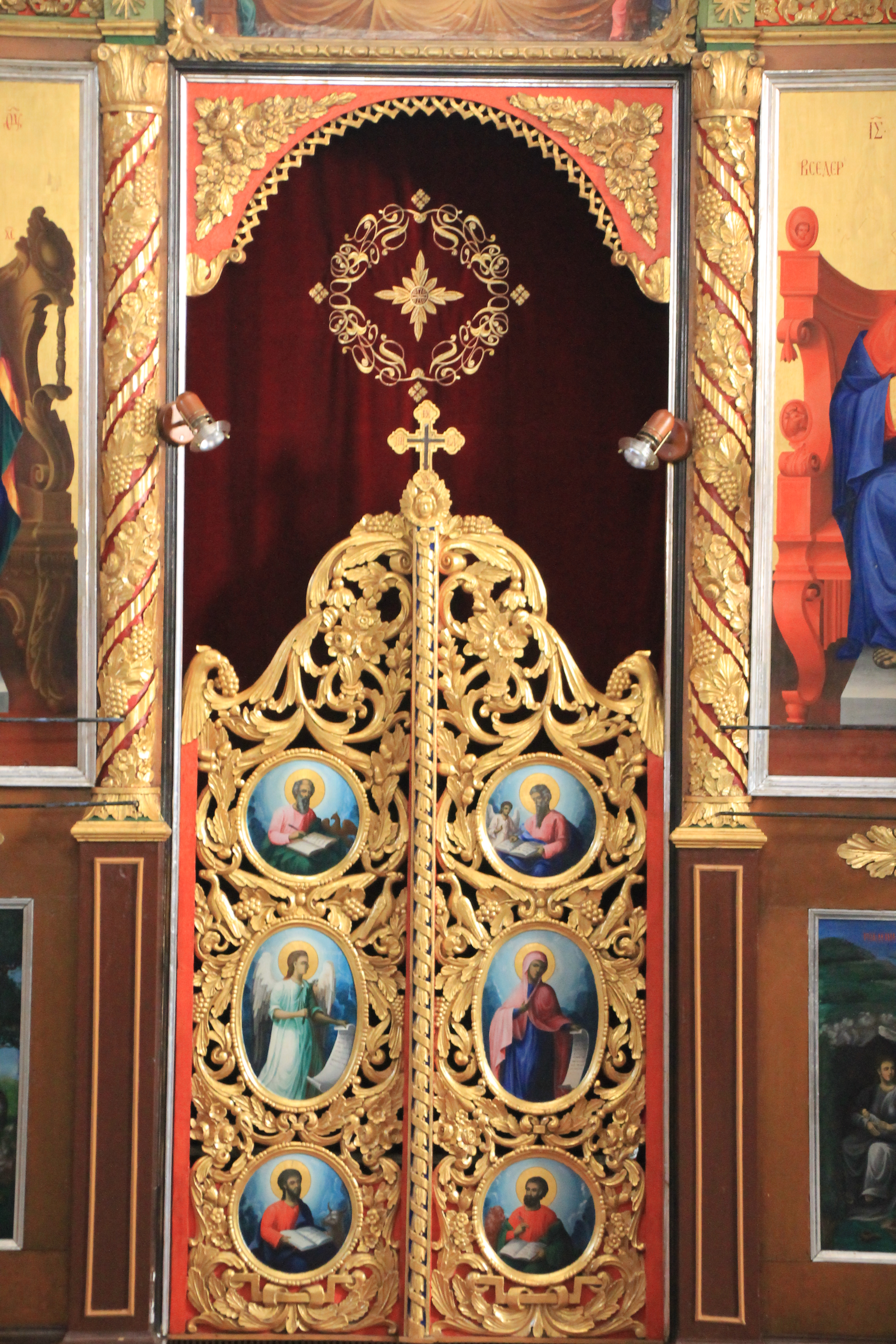
Les portes royales.